# Microcyclosporella mali
Microcyclosporella mali  J. Frank, Schroers & Crous – gatunek workowców. U jabłoni jest jednym z patogenów wywołujących brudną plamistość jabłek.

## Systematyka i nazewnictwo
Pozycja w klasyfikacji według Index Fungorum: Microcyclosporella, Mycosphaerellaceae, Capnodiales, Dothideomycetidae, Dothideomycetes, Pezizomycotina, Ascomycota, Fungi.
Po raz pierwszy wyizolowany został na jabłoni domowej w Słowenii. Znana jest tylko jego anamorfa.

## Morfologia i fizjologia
W Polsce badania tego gatunku prowadziła w 2015 r. dr Ewa Mirzwa-Mróz w Samodzielnym Zakładzie Fitopatologii SGGW w Warszawie. Wyizolowała go z plam na porażonych brudną plamistością jabłkach,  gruszkach i śliwkach. W większości były to plamy gałęziste, ale część izolatów otrzymano także z plam okopconych, plam typu plaster miodu i plam cętkowanych. Izolaty wykazały bardzo dużą zgodność (99-100%) z sekwencją nukleotydową tego gatunku w banku genów w Niemczech. Stanowiły aż 90,4% wszystkich grzybów wyizolowanych z plam wywołujących brudną plamistość. W hodowli in vitro na pożywkach PCA i SNA początkowo rozwijały się tylko drożdżopodobne kolonie, w których obficie tworzyły się wtórnie wytwarzane konidia w tzw. procesie mikrocyklicznym (powstałe konidium rozmnażało się dalej wytwarzając nowe konidia). Stopniowo pojawiały się pojedyncze, hialinowe strzępki. Dopiero w starszych koloniach rozgałęziały się i ulegały melanizacji, stając się jasnobrązowe. Jasnobrązowe komórki konidiotwórcze powstawały na strzępkach grzybni, lub w obrębie śluzowatych drożdżopodobnych rejonów kolonii – wówczas były hialinowe. Konidia hialinowe z jedną lub kilkoma przegrodami. Najwięcej było konidiów z 3 przegrodami. Zarodniki miały bardzo podobne rozmiary po 7 i po 30 dniach hodowli. Nie powstawały chlamydospory.